# Abraham Hermanjat

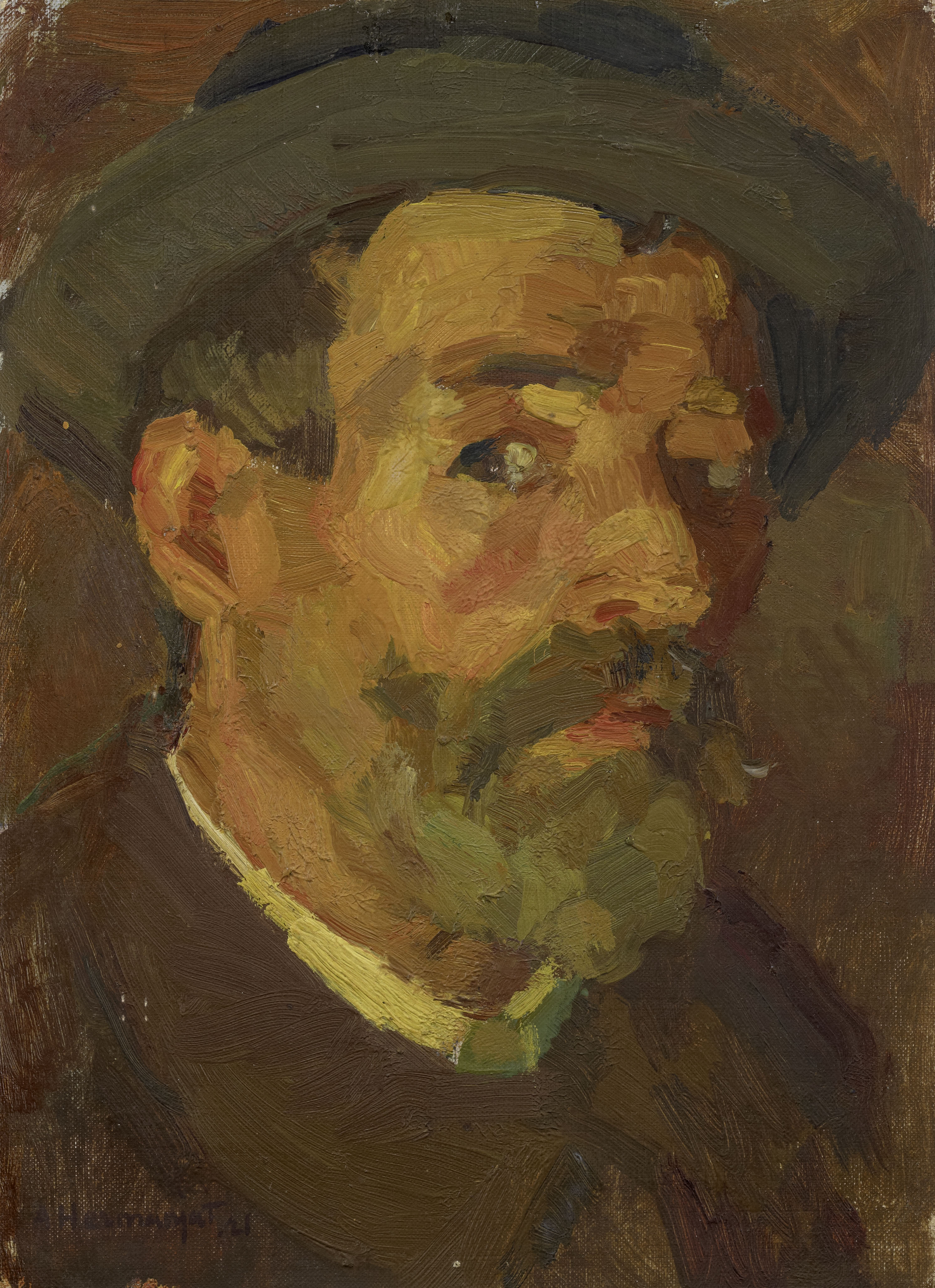
Selbstportrait (1921)

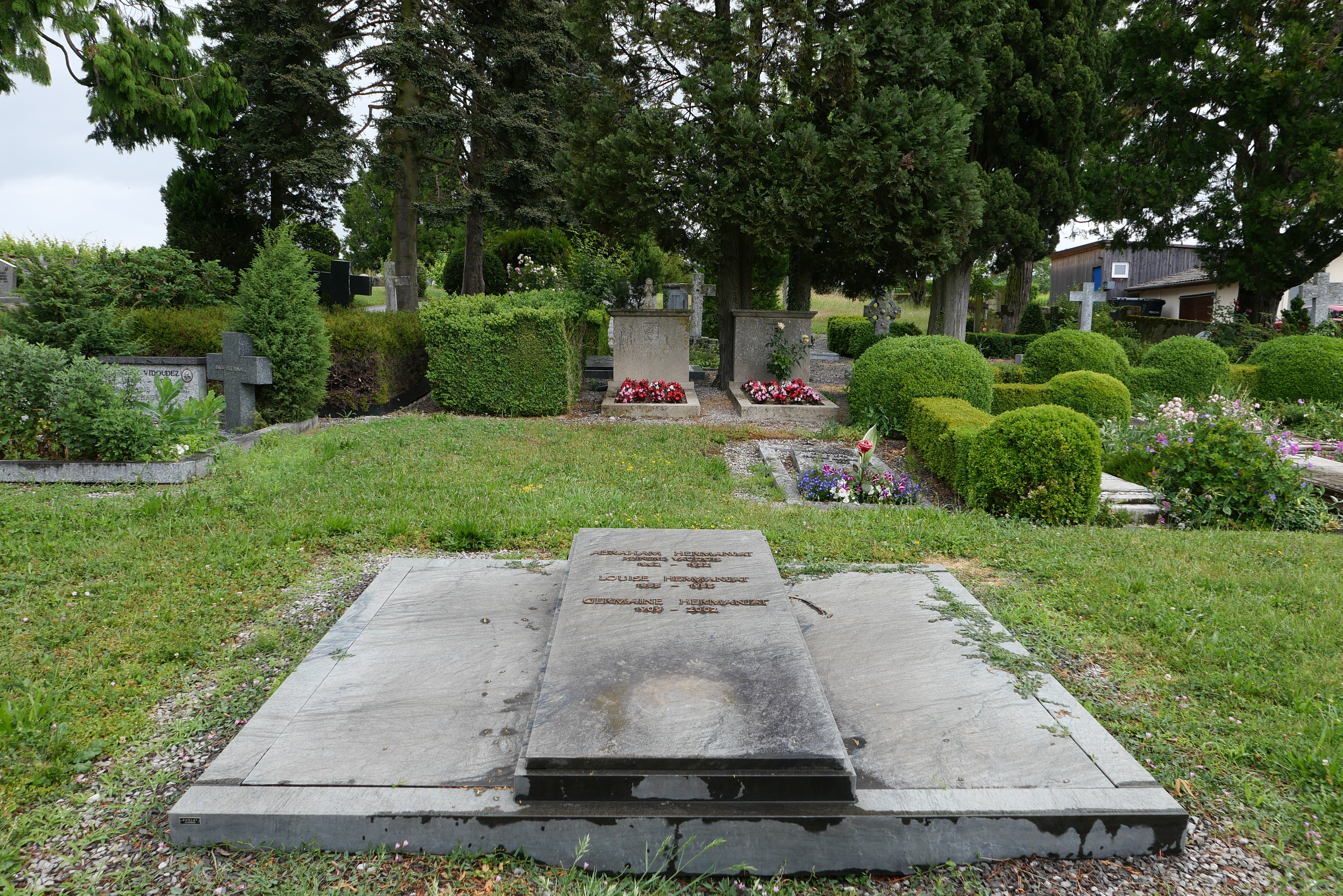
Das Grab von Hermanjat, seiner Frau und ihrer Adoptivtochter Germaine (1909–2002) auf dem Friedhof von Aubonne

Abraham Hermanjat (Jacques-Elie-Abraham Hermanjat; * 29. September 1862 in Genf; † 12. Oktober 1932 in Aubonne VD) war ein Schweizer Orient- und Landschaftsmaler, vom Fauvismus und Pointillismus beeinflusst.

## Biografie
Abraham Hermanjat war Sohn des Eisenbahnangestellten Jean Marc Samuel Hermanjat und der Modistin Julie Françoise Louise geb. Forestier. Sein Vater starb 1874, und seine Mutter wanderte mit seinem älteren Bruder, einem Pharmazeuten, nach Algier aus.
Von 1881 bis 1886 erhielt er seine Ausbildung an den Städtischen Kunstschulen der Stadt Genf bei Barthélemy Menn und Auguste Baud-Bovy. 1886 verheiratete er sich mit Marie Louise Zénobel (1855–1955). Im selben Jahr ging er nach Algier, um sich seinem Bruder und seiner Mutter anzuschliessen. Während seiner Besuche in Nordafrika von Oktober 1886 bis 1888, von Oktober 1889 bis 1890 und von 1893 bis 1896 malte er Wüstenlandschaften sowie Genreszenen Maghrebinischer Folklore.
Im Jahr 1896 kehrten Hermanjat und seine Frau in die Schweiz zurück. Nach kurzen Aufenthalten in Lausanne, Pully und Lignières-sur-Chexbres liess er sich 1908 in Aubonne nieder. Seitdem widmete er sich der alpinen Landschaftsmalerei und schuf auch Stillleben. 1910 besuchte er Korsika.
Er malte von 1908 bis 1912 im Stil des Fauvismus, in den späteren Jahren war er vom Pointillismus beeinflusst.
Abraham Hermanjat gehörte ab 1910 dem Zentralvorstand der Gesellschaft Schweizerischer Maler und Bildhauer an und wurde 1911 zum Präsidenten der Waadtländer Sektion gewählt. Von 1922 bis 1925 war er Mitglied der Eidgenössischen Kunstkommission. Ab 1922 unterrichtete er an der kantonalen Zeichenschule in Lausanne.

## Galerie

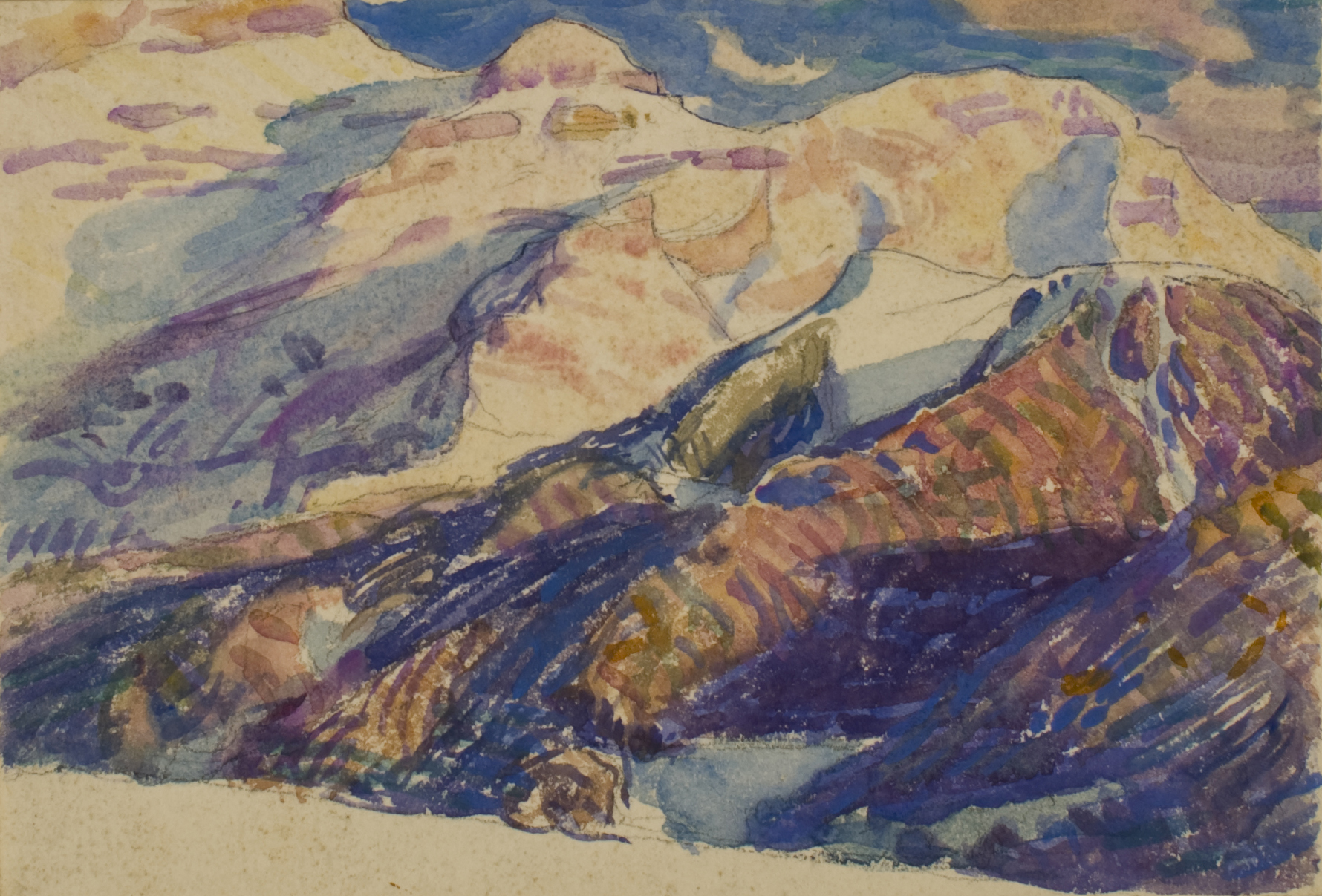
Montagnes enneigées (verschneite Berge), undatiert
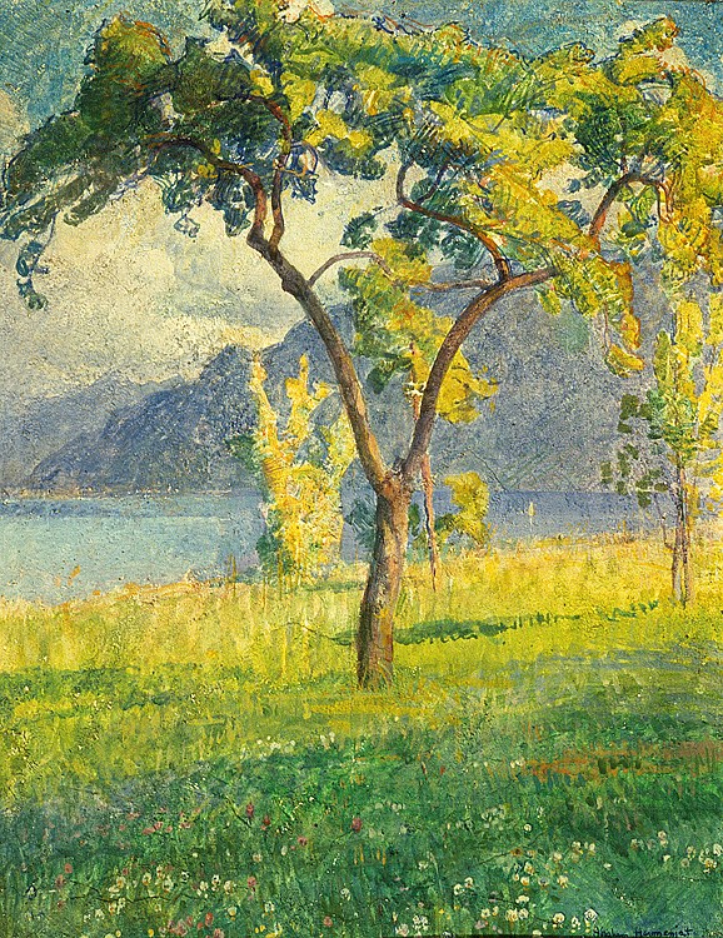
Mon verger (Mein Obstgarten), 1905
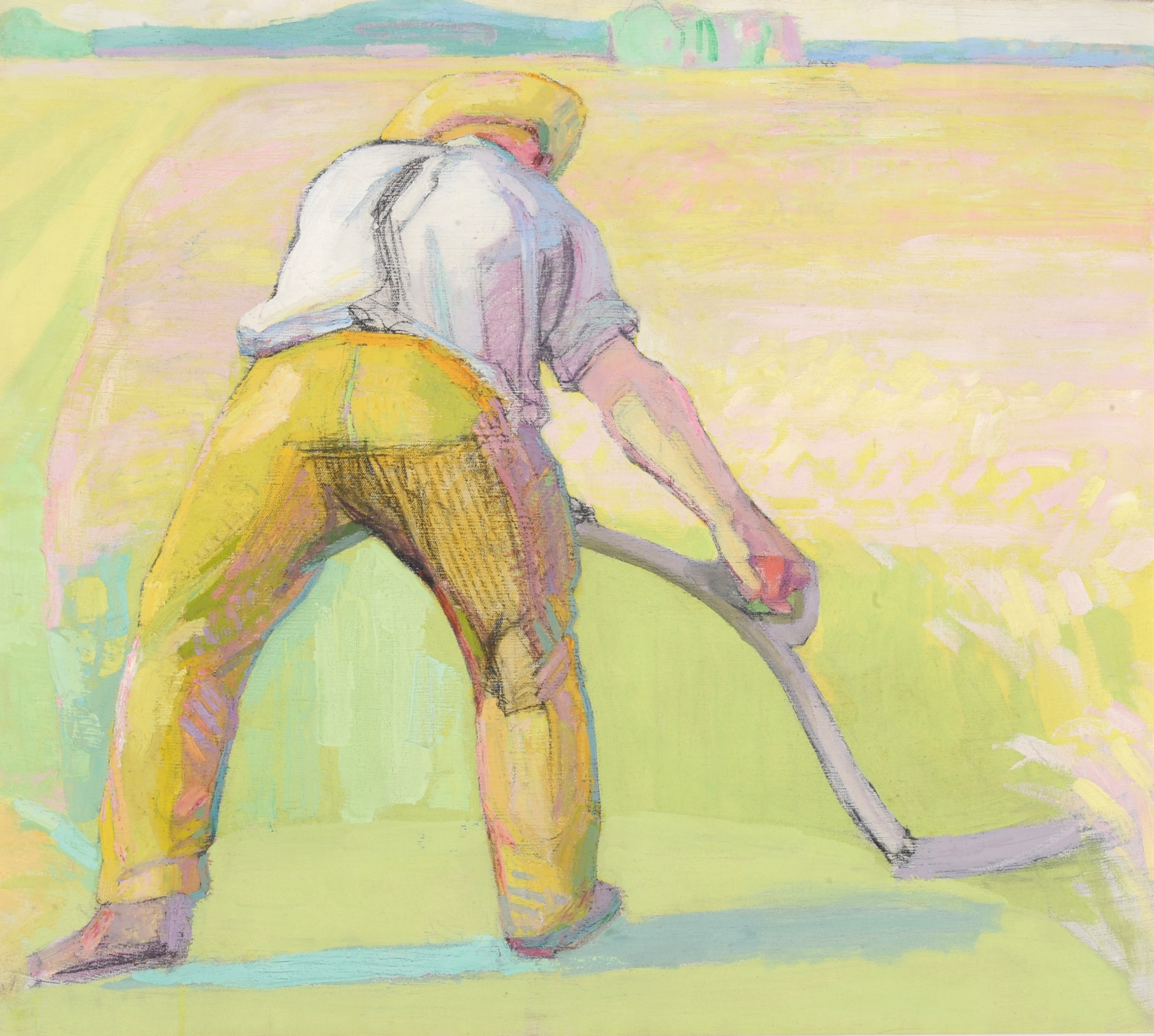
Faucheur de dos (Hinteransicht eines Sensenmanns), undatiert
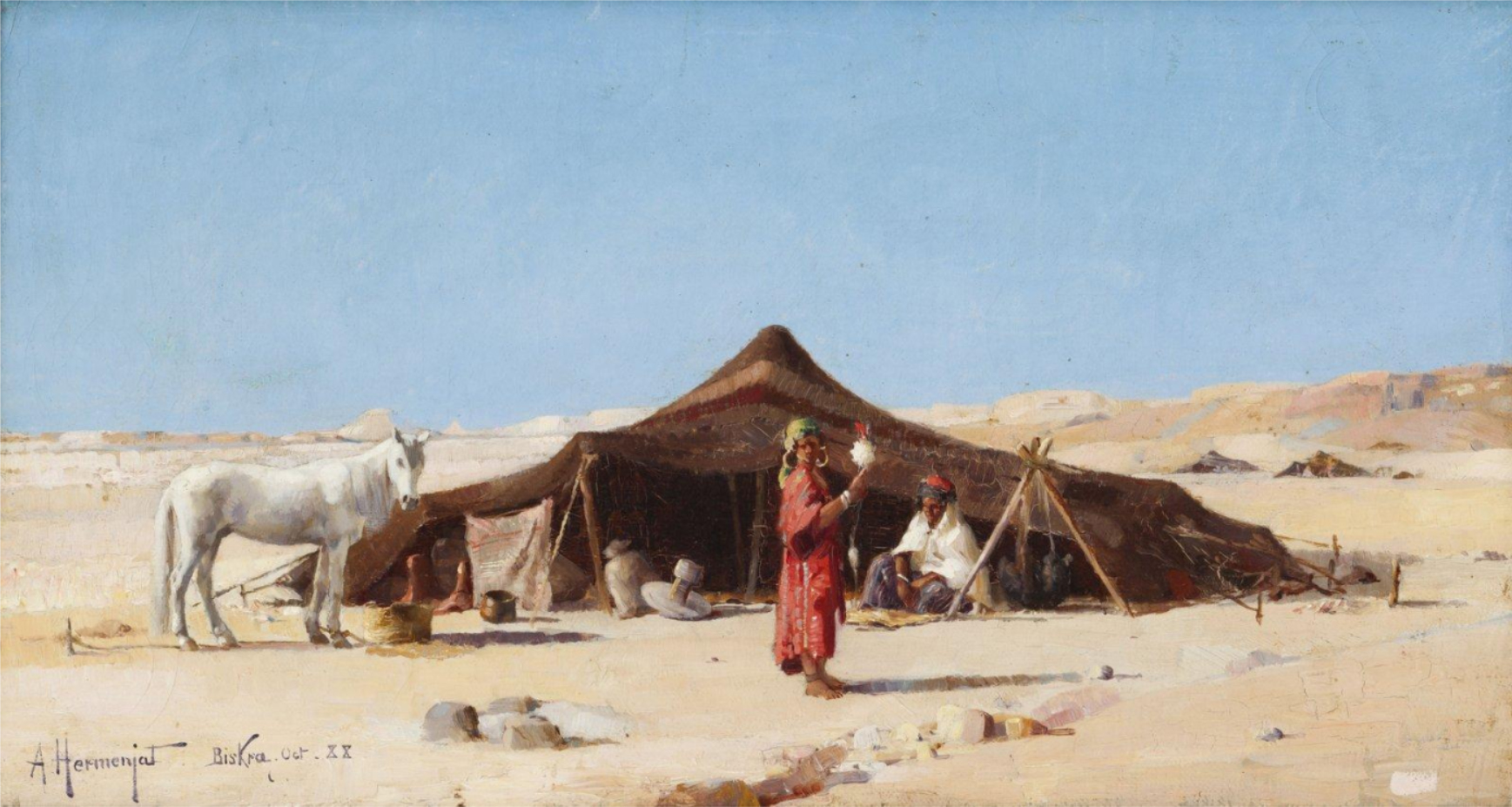
Campement à Biskra (Lager bei Biskra), ca. 1920